# Valve Corporation
Valve Corporation (tudi Valve Software ali samo Valve) je ameriško podjetje s sedežem v mestu Bellevue (Washington), ki se ukvarja z razvojem, založništvom in distribucijo videoiger ter spremljajoče programske opreme. Podjetje sta leta 1996 ustanovila nekdanja Microsoftova sodelavca Gabe Newell in Mike Harrington ter dosegla uspeh že s prvim naslovom, igro Half-Life.
Half-Life, ki še vedno velja za eno najboljših prvoosebnih strelskih videoiger vseh časov, temelji na predhodniku Valveovega lastnega igralnega pogona z imenom Source, prvič predstavljenega leta 2004, ki je bil nato osnova za vse ostale igre tega podjetja. Prva je bila Counter-Strike: Source (2004), še istega leta pa je izšlo tudi nadaljevanje prvenca, Half-Life 2, ki je doseglo podoben uspeh kot predhodnik in utrdilo ugled podjetja. Med bolj znanimi igrami podjetja Valve Corporation so še zombijevska strelska igra Left 4 Dead z nadaljevanjem in prvoosebna miselna igra Portal, prav tako z nadaljevanjem.
Poleg razvoja videoiger in lastnega igralnega pogona pa Valve Corporation vodi tudi uspešen servis za digitalno distribucijo Steam. Steam je začel kot internetni sistem za samodejno distribucijo popravkov in razširitev njihovih iger, v katerega so se kmalu vključili tudi drugi založniki in pričeli preko njega ponujati svoje igre. Poleg tega vključuje tudi večigralsko in spletno socialno omrežje. Po podatkih Valve Corporation je bilo 2019 prek Steama, na katerem je registriranih preko 1 milijardo uporabniških računov, na voljo 9512 naslovov. Podjetje ne razkriva finančnih podatkov, po ocenah analitikov pa nadzira več kot polovico trga digitalne distribucije računalniških iger in je vredno med 2 in 4 milijardami USD.
Leta 2019 je Valve izdal Valve Index, njihove slušalke za navidezno resničnost, komplet stane 1080 EUR. Po podatkih SuperData je Valve v letu 2019 prodal 149.000 Valve Indexov, večina tega (103.000) je bilo prodanih v zadnji četrti leta, saj je novembra 2019 bila predstavljena prva Half-Life igra po 13 letih - Half-Life: Alyx, ki je na voljo samo na slušalkah za navidezno resničnost.
Leta 2022 so izdali njihov prvi ročni igralni računalnik, Steam Deck, ki omogoča igranje Steam iger kjerkoli in kadarkoli, produkt stane 419 / 549 / 679 EUR glede na zmogljivost sistema.